# Sherwood Schwartz
Sherwood Schwartz est un producteur, scénariste et compositeur américain né le 14 novembre 1916 à Passaic dans le New Jersey (États-Unis) et mort le 12 juillet 2011 à l'âge de 94 ans.

## Filmographie
Producteur
- 1988 : A Very Brady Christmas (TV)
- 1964 : L'Île aux naufragés (Gilligan's Island: Marooned) (TV)
- 1966 : It's About Time (série télévisée)
- 1969 : The Brady Bunch (série télévisée)
- 1973 : Dusty's Trail (série télévisée)
- 1976 : The Wackiest Wagon Train in the West
- 1976 : Big John, Little John (série télévisée)
- 1977 : The Brady Bunch Hour (série télévisée)
- 1978 : Rescue from Gilligan's Island (en) (TV)
- 1979 : The Castaways on Gilligan's Island (en) (TV)
- 1981 : The Brady Brides (série télévisée)
- 1981 : The Harlem Globetrotters on Gilligan's Island (en) (TV)
- 1982 : Scamps (TV)
- 1983 : The Invisible Woman (TV)
- 1986 : Together We Stand (en) (série télévisée)
- 1988 : A Very Brady Christmas (TV)
- 1995 : La Tribu Brady (The Brady Bunch Movie) de Betty Thomas
- 1996 : Les Nouvelles Aventures de la famille Brady (A Very Brady Sequel)
- 2004 : The Brady Bunch 35th Anniversary Reunion Special: Still Brady After All These Years (TV)
- 2004 : The Real Gilligan's Island (série télévisée)

Scénariste
- 1964 : L'Île aux naufragés (Gilligan's Island: Marooned) (TV)
- 1976 : The Wackiest Wagon Train in the West
- 1978 : Rescue from Gilligan's Island (en) (TV)
- 1979 : The Castaways on Gilligan's Island (en) (TV)
- 1981 : The Brady Girls Get Married (TV)
- 1981 : The Harlem Globetrotters on Gilligan's Island (en) (TV)
- 1982 : Scamps (TV)
- 1983 : The Invisible Woman (TV)

Compositeur